# Азербејџан на Европском првенству у атлетици у дворани 2017.
Азербејџан је учествовао на 34. Европском првенству у дворани 2017 одржаном у Београду, Србија, од 3. до 5. марта. Ово је осмо европско првенство у дворани од 2000. године када је Азербејџан први пут учествовао, пропустио је првенство одржано 2005. Репрезентацију Азербејџана представљала је један атлетичар, који се такмичио у једној дисциплини.
На овом првенству Азербејџан није освојио ниједну медаљу нити је оборен неки рекорд. У табели успешности према броју и пласману такмичара који су учествовали у финалним такмичењима (првих 8 такмичара) Азербејџан је са 1 учесником у финалу и 5 бодова поделио 30 место са Независним атлетичарима ЕАА, од 36 земаља које су имале представнике у финалу.

## Учесници
Мушкарци:
- Хајле Ибрахимов — 3.000 м

## Резултати

### Мушкарци
| Атлетичар       | Дисциплина | Лични рекорд | Квалификације | Квалификације | Полуфинале | Полуфинале | Финале   | Финале       | Детаљи |
| Атлетичар       | Дисциплина | Лични рекорд | Резултат      | Место         | Резултат   | Место      | Резултат | Место        | Детаљи |
| --------------- | ---------- | ------------ | ------------- | ------------- | ---------- | ---------- | -------- | ------------ | ------ |
| Хајле Ибрахимов | 3.000 м    | 7:39,59 НР   | 7:57,74       | 1 у гр. 2 КВ  |            |            | 8:03,19  | 4. / 21 (23) |        |